# GRB 080319B
GRB 080319B – niezwykły rozbłysk gamma w konstelacji Wolarza, wykryty przez satelitę Swift o 6:12 UTC, 19 marca 2008. Rozbłysk ustanowił nowy rekord na najdalej położony obiekt, który mógł być obserwowany gołym okiem – miał on miejsce 7,5 mld lat świetlnych od Ziemi. Obserwowana wielkość gwiazdowa rozbłysku wynosiła 5,8m i był on widzialny przez około 30 sekund.
Do czasu zaobserwowania GRB 100621A rozbłysk GRB 080319B był najjaśniejszym zdarzeniem w kosmosie kiedykolwiek obserwowanym z Ziemi; był w przybliżeniu 2,5 miliona razy jaśniejszy od wybuchu najjaśniejszej do tej pory supernowej SN 2005ap.
Rozbłysk został zaobserwowany w ramach programu Pi of the Sky.